# Avinash (film)
Avinash (în hindi अविनाश, transliterat: Avinash) este un film thriller de acțiune indian în limba hindi din 1986, regizat de Umesh Mehra⁠(d), cu Mithun Chakraborty⁠(d), Parveen Babi⁠(d), Poonam Dhillon⁠(d), Prem Chopra⁠(d), Tom Alter⁠(d), Avtar Gill⁠(d) și Sujit Kumar⁠(d) în rolurile principale. Dansul lui Mithun Chakraborty în timpul rulării genericului a produs o furie uriașă în acele zile, deoarece niciun niciun personaj nu mai încercase vreodată să danseze înaintea rulării genericului. A avut un mare succes la cinematografele indiene.

## Rezumat
Avinash (Mithun) este dansator și cântăreț într-un club. Unul dintre prietenii săi fotografiază activitățile teroriste ale lui Pratap și este surprins de oamenii acestuia, așa că fuge, dar este încercuit și ucis în fața lui Avinash, reușind să arunce filmul într-o tobă aflată pe scena unde cânta Avinash. Pratap crede că filmul i-a fost predat lui Avinash, așa că îi torturează pe fratele lui, Sumit, și pe logodnica lui, Sapna, și îi ucide mama. Avinash este atacat și torturat pentru a preda filmul de care reușise anterior să scape, dar este împușcat în cap. Dr. Anand, un medic bețiv, îi salvează viața lui Avinash, îndepărtându-i glonțul din cap. Cu toate acestea, Avinash își pierde memoria din cauza leziunilor suferite. Un om de încredere al lui Pratap continuă încă să-l urmărească pentru a obține filmul , dar Avinash este salvat de o femeie misterioasă pe nume Nisha, care îi spune că au fost iubiți. Nisha a intrat de fapt în viața lui pentru a obține filmul, dar moare într-o explozie și îi dezvăluie adevărul. Atunci Alka, o altă femeie, intră în viața lui și pretinde că el este soțul ei.

## Distribuție
- Mithun Chakraborty⁠(d) — Avinash „Avi”
- Parveen Babi⁠(d) — Nisha
- Poonam Dhillon⁠(d) — dr. Sapna, logodnica lui Avinash
- Bindiya Goswami⁠(d) — Alka
- Prem Chopra⁠(d) — Pratap
- Sujit Kumar⁠(d) — inspectorul Rajan
- Vijay Arora⁠(d) — medic
- Sudhir Dalvi⁠(d) — dr. Anand, medic bețiv
- Anil Dhawan⁠(d) — Deepak
- Tom Alter⁠(d) — Tom
- Sulabha Arya⁠(d) — mama lui Avinash
- Ravi Behl⁠(d) — Sumit, fratele lui Avinash
- Bob Christo⁠(d) — Bob
- Krishan Dhawan⁠(d) — comisarul de poliție Bhagat
- Avtar Gill⁠(d) — inspector C.I.D.
- T.P. Jain — Adambhai
- Sujit Kumar⁠(d) — inspectorul de poliție Rajan
- Pinchoo Kapoor⁠(d) — ofițer superior de poliție
- Imtiaz Khan — omul de încredere al lui Pratap
- Viju Khote⁠(d) — Superrapid Jasoos
- Raj Kishore⁠(d) — Superrapid Jasoos
- Yunus Parvez⁠(d) — Superrapid Jasoos
- Mac Mohan⁠(d) — Mac
- Kalpana Iyer⁠(d) — dansatoare de cabaret la Red Fire Club

## Coloana sonoră
Melodia „Teri Jo Khushi” este copiată din piesa „Beat It⁠(d)” a cântărețului/compozitorului american Michael Jackson.
| # | Titlu                           | Cântăreț(i)                            |
| - | ------------------------------- | -------------------------------------- |
| 1 | „Yeh Pehli Mulakat Hai”         | Bappi Lahiri⁠(d), Asha Bhosle⁠(d)        |
| 2 | „Teri Jo Khushi”                | Bappi Lahiri⁠(d)                        |
| 3 | „Pericol Pericol Kabhie Kabhie” | Usha Uthup⁠(d)                          |
| 4 | „Jaaga Soya Pyar Yeh Mera”      | Kishore Kumar⁠(d), Anupama Deshpande⁠(d) |